# فؤاد مرسي
الدكتور فؤاد مرسى، ولد في الإسكندرية في 15 يناير 1925م من أسرة عمالية وأنهى دراسته الجامعية بكلية الحقوق بجامعة الإسكندرية في عام 1945م. كان تفوقه سببا في تعيينه بوظيفة معاون للنيابة وايفاده بعد ذلك لبعثة دراسية في فرنسا حيث حصل على الدكتوراه من جامعة السوربون في الاقتصاد السياسي.
قبل تخرجه وخلال سنى الحرب العالمية الثانية انضم للفكر الاشتراكى العلمي وكون قبل سفره إلى فرنسا حلقة لدراسة الماركسية، عرفت باسم طليعة الإسكندرية. منذ سفره ظل على صلته بها وتوجيهها للاتحاد مع غيرها من الحلقات الماركسية، وهو ما تم في عام 1947 تحت اسم «الحركة الديمقراطية للتحرر الوطني».
في فرنسا كان على صلة بالحزب الشيوعي الفرنسي، وجماعة المصريين الدارسين هناك وعند عودته حاصلا على الدكتوراه في عام 1949 عمل على تجميع بقايا الحلقات الماركسية التي نجت من حملات القمع والاعتقال والسجن وأسس في نهاية العام الحزب الشيوعي المصري وأصدر صحيفة «راية الشعب» وكانت نشرته الداخلية تعرف باسم «الحقيقة».
ظل منخرطا في العمل السري وهو يعمل بالجامعة مدرسا وأستاذا مساعدا حتى عام 1958 تم توحيد الحركة الشيوعية المصرية تحت اسم الحزب الشيوعي المصري وانتخب سكرتيرا للحزب. في عام 1959 اعتقل ودخل السجن حيث عذب الشيوعيون فيما بين نوفمبر 1959 ويونيو 1960 تعذيبا وحشيا وتم نفيهم إلى سجن الواحات في أقصى جنوب مصر حتى أفرج عنه في مايو 1964م.
بعد اقصاءه من الجامعة تولى في ديسمبر 1965 رئاسة شركة تابعة للقطاع العام. في يناير 1969 تم تعيينه عضوا في مجلس الأمة (البرلمان المصري).
- في فبراير 1971 عين رئيسا للبنك الصناعي
- في سبتمبر 1971 عين عضوا في مجلس إدارة البنك المركزي
- في يناير 1972 عين وزيرا للتموين والتجارة الداخلية في الوزارة التي رأسها عزيز صدقي لكنه قدم استقالته من الوزارة في مارس 1973 وبعدها استقالت الحكومة.

في ديسمبر 1974 عين أستاذا غير متفرغ في جامعة الإسكندرية وتوالت كتاباته في مجلة الطليعة ودراساته العلمية في النقود والبنوك والعلاقات الاقتصادية الدولية والتنمية الاقتصادية والتخطيط في مجالات المالية والتجارة الخارجية. له دراستان في الاشتراكية إحداهما بعنوان «حتمية الحل الاشتراكي» والثانية بعنوان رأس المال لكارل ماركس وتعتبر تمهيدا لقراءة رأس المال.
اشترك في تأسيس حزب التجمع وخاض العديد من المعارك ضد حكم السادات وسياسته المهادنة مع إسرائيل والرامية إلى بيع القطاع العام وغيرها من المعارك إلى أن تم القبض عليه مع مجموعات المعارضة في اعتقالات سبتمبر 1981 الشهيرة والتي اغتيل السادات على اثرها وتم الإفراج عن المعارضين.
استمرت معاركه السياسية مع نظام مبارك حول الاتفاقات مع إسرائيل والدور المصري في مؤتمر القمة الذي أقر دخول القوات الأمريكية الأراضى العربية لدفع العدوان العراقي على الكويت. أثرى المكتبة العربية بالعديد من الأبحاث لعل من أهمها كتابه الأخيرة «الرأسمالية تجدد نفسها» الصادر في عام 1990.

## وفاته
رحل في 13 سبتمبر 1990 إثر حادث سيارة عن عمر يناهز الخامسة والستون.